# Andy Wilman
Andrew "Andy" Wilman (ur. 16 sierpnia 1962 w Glossop) – angielski producent telewizyjny, prezenter, znany jako producent wykonawczy magazynu motoryzacyjnego Top Gear. Twórca postaci Stiga. Razem z Jeremym Clarksonem stworzył w 2002 roku nowy format programu Top Gear.

## Działalność producencka
- The Grand Tour (od 2016)
- Top Gear (2002-2015)
- Jeremy Clarkson: Greatest Raid of All Time (2007)
- The Victoria Cross: For Valour (2003)
- Jeremy Clarkson Meets the Neighbours (2002)
- Speed (2001)
- Jeremy Clarkson's Extreme Machines (1998)
- Jeremy Clarkson's Motorworld (1995–1996)[1]

## Prezenter telewizyjny
- Top Gear (35 odcinków 1994–2001)

## Nagrody
| Rok  | Nagroda        | Praca    | Wynik     | Wspólnie z                       |
| ---- | -------------- | -------- | --------- | -------------------------------- |
| 2004 | BAFTA TV Award | Top Gear | Nominacja | Gary Hunter, Jeremy Clarkson     |
| 2005 | BAFTA TV Award | Top Gear | Wygrana   | Jeremy Clarkson, Gary Broadhurst |